# كيوشي اينو
كيوشي اينو (باليابانية: 井上清؛ بالكانا: いのうえ きよし) هو مؤرخ وكاتب ياباني، ولد في 19 ديسمبر 1913 في كوتشي في اليابان، وتوفي في 23 نوفمبر 2001 في كيوتو في اليابان.